# Guillaume Dumanoir
Guillaume Dumanoir (* 16. November 1615 in Paris; † 18. Mai 1697 ebenda) war ein französischer Violinist, Tanzmeister  und Komponist des Barock.

## Leben
Guillaume Dumanoir entstammte einer französischen Violinistenfamilie. Sein Vater Mathieu Dumanoir war Mitglied der Vingt-quatre Violons du Roy am französischen Königshof, der jüngere Bruder Charles Dumanoir Tanzmeister im Dienst der Herzöge von Württemberg und an der Universität Tübingen. Guillaume Dumanoir war 1636 Tanzmeister am königlichen Hof in Den Haag. Danach wurde er Mitglied der Bruderschaft Saint-Julien-des-Ménestriers und Violinist in der Chambre du Roi. Im Januar 1639 wurde er Mitglied der Grande-bande, den Vingt-quatre Violons du Roy, zwischen 1645 und 1656 war er ebenfalls Mitglied der Petite Écurie du roi. Er stand sowohl als Tänzer, wie auch als Violinist in den Opéra-ballets von Jean-Baptiste Lully auf der Bühne, obschon Dumanoir als einer der Widersacher Lullys galt. 1654 verkaufte er sein Amt bei der Grande-bande, wurde aber ab 1655 vom König als 25 Mitglied, d. h. als Leiter der Grande-bande wieder eingestellt. Sein Sohn Guillaume-Michel Dumanoir (* 1656 in Paris; † 1714 in Tübingen) übernahm vom Vater die Position bei den Vingt-quatre Violons und 1688 das Amt des Onkels in Tübingen.
1657 übernahm Dumanoir die Leitung der Bruderschaft Saint-Julien-des-Ménestriers, einer Zunft, in der sich seit 1331 traditionell Tanzmeister, Violinisten und allerlei Instrumentenspieler zusammenschlossen. Die Leiter der Zunft wurden als roi des violons bezeichnet. Als der König 1661 mehreren Tanzmeistern die Gründung einer eigenen Académie Royale de Danse gestattete, die unabhängig von den Ménestriers war, reichte Dumanoir nach mehrjährigem Streit 1663 eine 120 Seiten umfassende Schrift ein, die die Unzertrennbarkeit von Musik und Tanz mit einer Ehe verglich. Im Todesjahr Dumanoirs wurde das Amt des roi des violons abgeschafft.

## Werke
In verschiedenen Manuskripten enthalten, zum Teil verschollen
- 3 Branles, a 3
- Branle et courante, a 4
- Allemande et Sarabande, a 4, Charivari, a 5
- 4 Instrumentalsuiten, a 5, darunter die „Suite du Ballet de Stockholm“

## Schrift
- Le mariage de la musique et de la dance : contenant la réponce au livre des treize prétendus académistes, touchant ces deux arts. Paris 1664